# Logicismo
(Gottlob Frege, Funzione e concetto)
Per logicismo si intende il tentativo di ridurre la matematica ai concetti ed alle regole della logica. Secondo le posizioni logiciste per lo sviluppo dell'aritmetica (e conseguentemente, della matematica stessa) non sarebbero necessari altri concetti che quelli della logica, essendo la matematica fondamentalmente un'applicazione specifica delle leggi universali della logica. Ogni concetto, teorema e legge della matematica può essere quindi dedotto e dimostrato partendo dagli assiomi fondamentali della logica.
Questo pensiero si trova già in Gottfried Leibniz che cercava una characteristica universalis, una scienza universale, da cui potessero essere dedotte tutte le altre scienze come istanze specifiche. Comunemente il Logicismo viene associato soprattutto con Gottlob Frege, Bertrand Russell e Alfred North Whitehead.

## Contesto storico
Agli inizi del XX secolo molti logici e matematici erano interessati a dare un nuovo fondamento alle discipline matematiche. A parte Frege, anche Richard Dedekind e Giuseppe Peano volevano ricondurre i concetti fondamentali della matematica, specialmente il concetto di numero naturale, a definizioni formali in termini strettamente logici. Molti matematici famosi, quali Karl Weierstrass, Richard Kronecker e Hermann von Helmholtz si erano pronunciati sul concetto di numero alla fine del XIX secolo, spesso in senso più filosofico o perfino psicologico, tentando di ricondurre il concetto di numero a concetti di altri campi, come il tempo o lo spazio, o cercando le sue origini nel processo di enumerazione. I due grandi schieramenti sono quello dello Psicologismo e quello del Formalismo. Il primo tenta di ridurre le leggi della matematica e della logica ai processi mentali, cercando di definire il concetto di numero in base a come sorge naturalmente nel pensiero. Il secondo pone assiomi che definiscono gli elementi base di un sistema e deducono i teoremi da essi secondo le leggi della logica, ottenendo però un sistema "nominalista", la cui applicazione alle scienze può essere messa in dubbio. Il Logicismo, il quale sostiene che la matematica non ha un proprio dominio, ma tratta puramente di relazioni di idee e che queste relazioni sono analitiche, rientra in questa seconda categoria.

### Il tentativo di Frege
Nella formulazione del logico e matematico Gottlob Frege il programma logicista si prefiggeva due obiettivi:
- risolvere i concetti matematici, anche quelli considerati non ulteriormente definibili e perciò primitivi, in termini puramente logici;
- dimostrare i teoremi della matematica mediante l'applicazione dei principi e delle regole di inferenza del ragionamento logico.

Frege incontrò un certo successo nello sviluppo di un linguaggio simbolico capace di formalizzare i ragionamenti: tale linguaggio "ideografico", che si rifaceva ai primi approcci alla formalizzazione intrapresi da George Boole e faceva uso di strumenti concettuali simili a quelli della teoria intuitiva degli insiemi di Georg Cantor fu esposto da Frege nel suo libro Ideografia.
Nella teoria semantica di Frege, i predicati denotano concetti: funzioni unarie particolari (il cui codominio contiene solo valori di verità). Per tutti i predicati (o proprietà) vale il seguente assioma di comprensione.
Assioma di comprensione: assegnazione necessaria a un concetto di una rispettiva "estensione": l'insieme degli oggetti cui il concetto è attribuibile veridicamente; e che è l'insieme vuoto, {∅}, se il concetto è contraddittorio (ad esempio:‘essere diverso da se stesso’). 
Dopodiché, Frege definisce il concetto di equinumerosità ‘avere lo stesso numero di oggetti’: due insiemi sono equinumerosi se collegati da una corrispondenza biunivoca (ad ogni elemento del primo corrisponde uno e uno solo elemento del secondo; e viceversa). A questo punto, Frege definisce "numero di un dato insieme" come l'insieme di tutti gli insiemi equinumerosi a quello dato.
L'assioma di assegnar un'estensione a un concetto equivale a garantire l'esistenza di oggetti che cadono sotto di esso, perciò esiste almeno un ente matematico, lo zero, come l'insieme di tutti gli insiemi equinumerosi all'insieme vuoto che è l'estensione di qualsiasi concetto contraddittorio. Ciò dimostra anche l'infinità dei numeri naturali: poiché lo zero è un oggetto logico, esso è considerabile come elemento, ma allora esiste anche il numero uno come l'insieme di tutti gli insiemi equinumerosi all'insieme ‘zero’ di tutti gli insiemi equinumerosi all'insieme vuoto, che era l'estensione di un concetto contraddittorio dato. E se esistono lo zero e l'uno, allora esistono almeno due oggetti logici procedendo come sopra. E se esistono lo zero, l'uno, e il due, allora esistono almeno tre oggetti logici; e così si procede all'infinito.
Frege crede di aver raggiunto dunque gli obbiettivi di garantire l'esistenza di infiniti enti matematici definiti solo da ingredienti logici, con cui è dunque possibile procedere a dimostrare verità aritmetiche.

Ma è lecito porre come assioma necessario il passaggio da un concetto alla sua estensione? E dal fatto che l'estensione di un concetto coincide con quella di un altro concetto, si può concludere che ogni oggetto che cade sotto il primo concetto cade anche sotto il secondo? Ebbene: il 16 giugno 1902, mentre stava scrivendo il secondo volume dei Principi dell'aritmetica, il libro in cui procedeva alla vera e propria riduzione alla logica dei concetti basilari dell'aritmetica stessa, Frege ricevette una lettera in cui Bertrand Russell, uno dei pochi a dimostrare interesse per il programma dell'oscuro pensatore tedesco all'inizio del Novecento, gli comunicava un'antinomia fondamentale che vanificava la sua intera opera, dimostrando la contraddittorietà dell'assioma di comprensione su cui Frege si era basato. L'antinomia è oggi nota con il nome di paradosso di Russell. 
Frege pubblicò comunque nel 1903 il secondo volume dei Principi dell'aritmetica, riportandovi l'antinomia di Russell come aggiunta, esposta in questo modo:
Gli sforzi successivi di Frege per risolvere il paradosso non risultarono soddisfacenti, ma Frege continuò ad occuparsi di logica e filosofia della matematica fino a due anni prima della morte La conseguenza del paradosso di Russell è che la teoria degli insiemi sviluppata da Georg Cantor e utilizzata da Frege può essere dimostrata internamente contraddittoria tramite la definizione di un insieme molto particolare: l'insieme che contiene tutti gli insiemi che non contengono se stessi come elementi ("The set of all sets that do not contain themselves as members"). La definizione di questo insieme porta al paradosso che questo insieme contiene e non contiene se stesso, dimostrando che la definizione di insieme di Frege non poteva essere usata come fondamento certo della definizione del concetto di numero e quindi della matematica.

### Il tentativo di Russell
In continuità con il Logicismo di Frege, Russell si sarebbe cimentato assieme al collega Alfred North Whitehead nel tentativo di superare la sua stessa antinomia, dando alla luce i tre ponderosi volumi dei Principia Mathematica, pubblicati tra il 1910 e il 1913. Quest'opera rappresentò il più grandioso tentativo di realizzare il sogno fregeano di una fondazione logica della matematica, anzi lo spirito russelliano si dimostrò ancora più radicale di quello del suo predecessore nella misura in cui arrivò a coinvolgere la geometria, precedentemente esclusa da Frege.
Approfondendo l'antinomia da lui scoperta, Russell giunge al problema dell'esistenza degli enti matematici. Che senso ha l'espressione «esiste un numero (un insieme, etc.) che gode di una determinata proprietà»? Il quesito suscita un contrasto tra una concezione descrittiva (per cui l'ente matematico esiste indipendentemente dai metodi per individuarlo) e una concezione costituiva (per cui l'ente matematico è il risultato di atti o processi dell'attività razionale) della matematica.
Ebbene, Poincaré chiama "impredicative" le definizioni che fanno riferimento alla totalità a cui l'ente da definire appartiene; e "predicative" le definizioni che non vi fanno riferimento. Il processo definitorio delle definizioni impredicative (che individua un ente riferendosi a totalità alle quali l'ente appartiene) è un problema in una concezione costitutiva, riferendosi a qualcosa di non ancora costruito.
Per evitar definizioni impredicative (e relative fallacie dell'autoriferimento) Russell elabora una teoria dei tipi: gerarchie di livelli degli enti logici, organizzati dai più semplici ai più complessi, definiti riferendosi ad enti già dati.
(Livello 0: gli elementi. Livello 1: gli insiemi di elementi. Livello 2: gli insiemi di insiemi di elementi. E così via). 
In tale teoria vale il principio del circolo vizioso: nessuna totalità può contener elementi definiti in termini di se stessa. Il problema del sistema logico che Russell è la sua debolezza: senza definizioni impredicative, la matematica costruibile su tale base logica è limitata; e richiede assiomi estranei allo spirito sia predicativista sia logicista di partenza. Un esempio è l'assioma dell'infinito (esiste un tipo a cui appartengono infiniti individui distinti), senza cui si avrebbe l'esistenza di n individui che renderebbero possibile costruire i numeri cardinali da 0 a n, ma n+1 sarebbe una classe nulla, di conseguenza n+1 e tutti i successivi numeri naturali sarebbero tutti identici (cioè 0), il che sarebbe una catastrofe aritmetica.
La riduzione logicista della teoria dei tipi fu dunque raggiunta da Russell a costo di alcune forzature, che negli anni a seguire provocarono il progressivo disfacimento del sistema eretto nei Principia. Punti deboli della sistemazione russelliana si rivelarono:
- il predicativismo della logica declinata da Russell nella teoria dei tipi a fronte del non predicativismo della matematica;
- l'assioma dell'infinito, per cui esiste un tipo a cui appartengono infiniti individui distinti;
- l'assioma della scelta o moltiplicativo.

Russell fallisce così nella ricerca di un compromesso tra l'ideale predicativista di Poincaré (legato alla concezione costitutiva della matematica) e l'ideale logicista di Frege (legato alla concezione descrittiva della matematica).

### Il fallimento del progetto logicista
Nonostante gli sforzi di Frank Plumpton Ramsey, il programma logicista si inaridì e venne soppiantato da altri approcci al problema dei fondamenti della matematica, quali il Formalismo di Hilbert o l'Intuizionismo di Poincaré e Brouwer. Il Neologicismo, proposto tra gli altri da Crispin Wright, tenta di rianimare il programma logicista.
Il Logicismo si avviò ad essere superato quando gli intuizionisti cominciarono a sostenere l'impossibilità di fondare la matematica sulla logica: secondo loro, il tentativo di ridurre la matematica alla logica fallisce perché la logica da sola non è sufficiente. Il Logicismo adopera anche concetti dalla teoria degli insiemi, la quale è ontologicamente più ricca della mera logica. Non esiste comunque una necessità a priori che garantisca l'esistenza dei vari livelli di insiemi e insiemi di insiemi presupposti da Cantor, Frege e Russell.
Successivamente al 1930 il punto di vista formalista entrò in declino, sia per la scoperta di Kurt Gödel dei teoremi di incompletezza che per l'emergere della teoria degli insiemi di Zermelo-Fraenkel, che ha rimpiazzato la teoria dei tipi di Russell come la più promettente teoria fondazionale per la matematica. Secondo i teoremi di incompletezza di Gödel, ogni sistema sufficientemente complesso da fondare l'aritmetica è ipso facto o incompleto o incoerente, e inoltre non è in grado di dimostrare la sua stessa validità.

### Opere storiche
- Georg Cantor, Grundlagen einer allgemeinen Mannigfaltigkeitslehre. Ein mathematisch-philosophischer Versuch in der Lehre des Unendlichen., Lipsia, B. G. Teubner.
- Richard Dedekind, Stetigkeit und irrationale Zahlen, 1872.
- Richard Dedekind, Was sind und was sollen die Zahlen? Braunschweig, 1888.
- Gottlob Frege, Begriffsschrift, eine der arithmetischen nachgebildete Formelsprache des reinen Denkens, Halle a. S., 1879.
- Gottlob Frege, Die Grundlagen der Arithmetik: eine logisch-mathematische Untersuchung über den Begriff der Zahl, Breslau, 1884.
- Gottlob Frege, Grundgesetze der Arithmetik, Jena, Hermann Pohle, Band I (1893), Band II (1903).
- Hermann von Helmholtz, «Zählen und Messen», Philosophische Aufsätze, Eduard Zeller gewidmet, 1887.
- David Hilbert, Grundlagen der Geometrie, 1899.
- Giuseppe Peano, Arithmetices principia, nova methodo exposita, Torino, Bocca, 1889.
- Bertrand Russell The Principles of Mathematics, Cambridge, University Press, 1903.
- Bertrand Russell e Alfred North Whitehead, Principia Mathematica, Cambridge, University Press, 3 voll., 1910, 1912, 1913.
- Philosophy of Mathematics - selected readings, Cambridge, University Press, Benacerraf & Putnam, 19832.

### Testi contemporanei
- F. Cioffi, F. Gallo, G. Luppi, A. Vigorelli, E. Zanette, Diálogos, Edizioni Scolastiche Bruno Mondadori, 2000,  vol. 3, ISBN 88-424-5264-5.
- Clementina Ferrandi, Filosofia e scienza – Un intreccio fecondo, Torino, Il Capitello, 1991.
- Walter Maraschini e Mauro Palma, ForMat, Spe, Paravia, 2002,  vol. 3, ISBN 88-395-1435-X.
- P. Odifreddi, Il diavolo in cattedra, Einaudi, 2003, ISBN 88-06-18137-8.